# Dariusz Adamczyk
Dariusz Adamczyk (sinh năm 1966 tại Ba Lan) là một nhà sử học người Đức gốc Ba Lan.
Adamczyk nghiên cứu lịch sử, khoa học chính trị, xã hội học và tâm lý xã hội tại Đại học Silesia ở Katowice và Đại học Leibniz Hannover, nơi ông đã hoàn thành bằng tiến sĩ bảo vệ luận án có tên Zur Stellung Polens im modernen Weltsystem der frühen Neuzeit ("Về vị trí của Ba Lan trong hệ thống thế giới hiện đại của thời kỳ đầu hiện đại"). Từ năm 2000 đến 2008, Adamczyk là giảng viên lịch sử Đông Âu tại Khoa Lịch sử của Đại học Leibniz Hannover, trước khi giữ chức giáo sư cấp dưới về Lịch sử Đông Âu tại cùng một tổ chức cho đến tháng 7 năm 2010. Kể từ tháng 9 năm 2010, ông là thành viên nghiên cứu tại Viện Lịch sử Đức Warsaw, nơi ông đã nghiên cứu triều đại Piast trong bối cảnh châu Âu. Ông cũng đã nghiên cứu về lịch sử của Đông và Đông-Trung Âu, mối quan hệ giữa thế giới Hồi giáo và châu Âu thời Trung cổ, và lịch sử thương mại và tiền tệ. Từ năm 2010, Adamczyk là biên tập viên của Zeitschrift für Weltgeschichte ("Tạp chí Lịch sử Thế giới").

## Ấn phẩm chọn lọc
- Zur Stellung Polens im modernen Weltsystem der frühen Neuzeit ("On Poland's position in the modern world system of the Early Modern Age"), Verlag Dr. Kovac, Hamburg 2001 (originally Hannover University thesis, 1999). ISBN 3-8300-0375-7
- Silberströme und die Einbeziehung Osteuropas in das islamische Handelssystem, ("Stream of silver: Eastern Europe's involvement in the Islamic trading system") in Carl-Hans Hauptmeyer et al. (Hg.): Die Welt querdenken. Verlag Peter Lang, Frankfurt am Main 2003, pp. 107–123. ISBN 3-6313-9374-1
- Friesen, Wikinger, Araber. Die Ostseewelt zwischen Dorestad und Samarkand, ca. 700-1100, ("Frisians, Vikings, Arabs: the Baltic world, from Dorestad to Samarkand, ca. 700-1100") in Andrea Komlosy, Hans-Heinrich Nolte, Imbi Sooman (Hg.): Ostsee 700-2000. Gesellschaft – Wirtschaft – Kultur. Promedia Verlag, Vienna 2007, pp. 32–48. ISBN 3-8537-1276-2
- (Editor and co-author) Quo vadis Asien? China, Indien, Russland, Mittlerer Osten und Zentralasien im globalen Kontext. ("Status quo for Asia? China, India, Russia, the Middle East and Central Asia in the global context"), Wochenschau Verlag, Schwalbach/Ts. 2009. ISBN 3-8997-4528-0